# Ɱ
| Ɱ ɱ |

الحرف Ɱ أو (ɱ) هو حرف مشتق من الحرف اللاتيني M، ويستخدم الحرف الصغير ɱ في الألفبائية الصوتية الدولية للتعبير عن صوت شفهي سني أنفي. أما في التدوين الصوتي الأمريكي [الإنجليزية] فيستخدم الحرف الكبير للتعبير عن صوت شفهي سني أنفي مصمت.

## الكتابة
| شكل الحرف  | يونيكود |
| ---------- | ------- |
| حرف كبير Ɱ | U+2C6E  |
| حرف صغير ɱ | U+0271  |